# Ingo Schwichtenberg
Ingo Schwichtenberg, detto Mr. Smile (Amburgo, 18 maggio 1965 – Amburgo, 8 marzo 1995), è stato un batterista tedesco, uno dei membri fondatori degli Helloween. Suonò con loro dagli esordi della band (1983) fino al 1993. Veniva chiamato "Mr. Smile" per via del suo sorriso.

## Biografia
All'età di 14 anni prende alcune lezioni di clarinetto con l'incoraggiamento di un insegnante di musica a scuola e inizia a suonare musica folk nella banda della scuola.In questo periodo ha anche il suo primo approccio con una batteria;"Il batterista del mio gruppo era pessimo,non lo sopportavo,così mi sedevo davanti alla batteria e suonavo come mi piaceva.Sapevo che l'avrei suonata seriamente da allora".
Suo padre Heinz gli comprò la sua prima batteria e iniziò a esercitarsi da solo a 15 anni,e in seguito entrò a far parte dei "Gentry" quando conobbe il chitarrista Kai Hansen. In seguito,con l'ingresso del secondo chitarrista Michael Weikath e del bassista Markus Großkopf,formarono gli Helloween nel 1983.Fu proprio Ingo a dare il nome alla band riferendosi al film horror di Halloween,modificando il nome della band in "Helloween".
Sin dal primo album Walls of Jericho del 1985 si può notare lo stile preciso e veloce di Schwichtenberg,ma coi cambiamenti di stile della band ha adottato ritmiche più semplici nel corso degli anni.È risaputo che durante la sua carriera ebbe serie dipendenze dall'alcol e dalle droghe (in particolare cocaina e hashish) e che soffrì di schizofrenia,che più di una volta lo portò ad atti al di fuori del controllo che gli resero impossibili le esibizioni pubbliche.A causa dei suoi eccessi che gli impedivano di essere lucido durante le composizioni e le esibizioni il gruppo decise di licenziarlo.
Dopo l'esclusione dalla band Schwichtenberg vide aumentare a dismisura gli attacchi schizofrenici che culminarono con il suo suicidio avvenuto l'8 marzo 1995, quando il batterista decise di gettarsi contro un treno di una metropolitana.Tale gesto lasciò scioccati i fan degli Helloween e la stessa band.Kai Hansen gli dedicò la canzone Afterlife contenuta nell'album dei Gamma Ray Land of the Free.Anche Michael Kiske nel suo primo lavoro solista Instant Clarity dedicò ad Ingo una canzone dal titolo Always.Gli Helloween gli dedicarono l'album The Time of the Oath nel 1996.

## Malattia e morte
(Markus Großkopf)
Agli inizi degli anni '90 iniziò un periodo turbolento per gli Helloween. Nel 1991 uscì l'album Pink Bubbles Go Ape e durante questo periodo Ingo Schwichtenberg si disse insoddisfatto per il corso che la band aveva preso. Iniziò a consumare grandi quantità di cocaina, alcol, marijuana e soffriva anche di schizofrenia.
Il chitarrista Roland Grapow descrisse le crisi di Ingo così: "La situazione fu molto dura per me, perché lo vedevo passare da un giorno all'altro come un matto, a causa di un esaurimento nervoso. Era un ragazzo tranquillo e rilassato, non parlava molto, non ha mai parlato dei suoi sentimenti o altro, e aveva sempre una birra in mano. Non so se ha preso molte droghe. Poi un giorno l'ho visto piangere, mi diceva che aveva visto questo e quello, il diavolo, e stava impazzendo. È stato davvero difficile, ed è stata la mia prima esperienza nel vedere qualcuno così, e quando qualcuno sta cambiando in così pochi mesi ti rendi conto che accadrà qualcosa da un giorno all'altro.Stava peggiorando,ma volte pensavamo che stesse migliorando,poi all'improvviso si comportava di nuovo da matto. Siamo andati di nuovo in tour con lui e ci sentivamo insicuri perché non sapevamo cosa sarebbe successo con lui, e avevamo paura che potesse succedere qualcosa di brutto mentre suonavamo dal vivo. Quando siamo andati a suonare a Hiroshima, in Giappone, lui si è alzato in piedi ed è collassato sui suoi piatti, e abbiamo dovuto fermare lo spettacolo. Quello è stato uno dei suoi ultimi spettacoli e lo abbiamo portato in ospedale, dove è stato lì per un po' e abbiamo sempre sperato che sarebbe guarito tornando in se stesso, ma il problema persisteva ancora. È stata davvero una brutta esperienza per me.La canzone 'Step Out Of Hell' aveva qualcosa a che fare con Ingo, gli ho anche detto "questo lo scrivo per te perché vedo davvero che hai grossi guai". Il testo riguardava fondamentalmente il suo bere, le droghe e tutto questo, poi la sua situazione schizofrenica è finita davvero male.
Durante alcune terapie e cure hanno scoperto che Ingo soffriva di schizofrenia ereditaria. Dopo una telefonata di sei ore con Michael Weikath gli è stato chiesto di lasciare gli Helloween. Parlando della malattia mentale di Ingo e della sua dipendenza da droghe e alcol, Weikath ha detto: "Stava distruggendo il proprio cervello e non se ne accorgeva! Il problema era che non sapeva quanti danni stava facendo. Come potevamo tenerlo nella band con lo stress di un nuovo album e di un nuovo tour? Lo stress nelle nostre carriere è terribile, immagino come tutto ciò abbia danneggiato Ingo! Ad essere onesti, penso che ha fatto molto più di quanto le sue condizioni gli permettessero. Purtroppo sembrava che Ingo non avesse mai accettato il suo destino e che non si fidasse dei medici, quindi non prendeva regolarmente le sue medicine: 'Ah,sono tutte cazzate quello che mi dicono, perché dovrei prendere le medicine? Devo curarmi da solo in qualche modo', diceva".
Il 2 febbraio 1995 il padre di Ingo è deceduto dopo una breve e grave malattia. Questo è stato un altro colpo per Ingo, e quando ancora non si trovava nel suo appartamento l'8 marzo 1995, i suoi fratelli andarono alla polizia per presentare una denuncia di persona scomparsa. Pochi giorni dopo una foto di Ingo è stata mostrata ai fratelli nel quartier generale della polizia di Amburgo, quindi i fratelli hanno saputo del suicidio del loro amato fratello solo giorni dopo.

## Discografia

### Con gli Helloween
- 1985 - Walls of Jericho
- 1987 - Keeper of the Seven Keys - Part I
- 1988 - Keeper of the Seven Keys - Part II
- 1991 - Pink Bubbles Go Ape
- 1993 - Chameleon